# Damloper
Damloper is een verzamelnaam voor diverse 16e- en 17e-eeuwse scheepstypes. Ze moesten geschikt zijn om van een overtoom gebruik te maken.
De schepen moesten dus een vrij breed vlak hebben dat, dwarsscheeps gezien, geheel of bijna vlak was.
De grootte varieerde van zeer klein (3m) tot scheepjes van tussen de 20 en 30 ton (+/- 12m)

## Naamgeving
Het was zeker in die tijd gebruikelijk om schepen groot of klein te benoemen naar hun gebruik of bijzondere eigenschap.
Dit kan verwarring veroorzaken als er een type-indeling wordt gemaakt.

## Verschillen
Diverse schepen van verschillende afmetingen voldeden in de 16e en 17e eeuw aan de voorwaarden om als damloper gebruikt te kunnen worden.
Door de wens van gebruikers voor ondiepstekende scheepjes voor het binnenwater of scheepjes die konden droogvallen op getijdenwater, waren juist die geschikt om gebruik te kunnen maken van een overtoom.
Types als aak, punter en bok zijn enkele voorbeelden van binnenscheepjes, en hengst hoogaars en de haringschuit van de Zuiderzee van getijdewater (visserij) scheepjes.

## Gebruik
Door de groeiende handel in die tijd en de opkomst van de eerste industriezones (Zaanstreek) en grotere havensteden, werd er dankbaar gebruikgemaakt van de bestaande types voor de handel en personenvervoer naar die gebieden, als er onderweg een overtoom moest worden genomen.
De overtoom is lang in gebruik gebleven, omdat vooral bij kleinere polders het niet de moeite loonde om een andere vorm van waterscheiding (hoogteverschil) te maken.

## Andere benamingen voor damloper
- damsout
- damscut
- damschuit